# 安东·克伦
安东·克伦（德語：Anton Krenn，1911年4月18日—1993年4月），奥地利男子足球运动员，司职中场。他曾代表奥地利国奥队参加1936年夏季奥林匹克运动会足球比赛，获得一枚银牌。